# Trogoxylon punctipenne
Trogoxylon punctipenne là một loài bọ cánh cứng trong họ Bostrichidae. Loài này được Fauvel miêu tả khoa học năm 1904.